# Jordi Quintillà
Jordi Quintillà Guasch (Barcellona, 25 ottobre 1993) è un calciatore spagnolo, centrocampista del San Gallo.

## Biografia
Ha un fratello, anch'egli calciatore.

## Caratteristiche tecniche
È un centrocampista centrale.

## Carriera
Cresciuto nel settore giovanile dello UE Lleida, nel 2009 viene acquistato dal Barcellona.

## Statistiche

### Presenze e reti nei club
Statistiche aggiornate al 12 dicembre 2021.
| Stagione              | Squadra               | Campionato            | Campionato | Campionato | Coppe nazionali | Coppe nazionali | Coppe nazionali | Coppe continentali | Coppe continentali | Coppe continentali | Altre coppe | Altre coppe | Altre coppe | Totale | Totale | Totale |
| Stagione              | Squadra               | Comp                  | Pres       | Reti       | Comp            | Pres            | Reti            | Comp               | Pres               | Reti               | Comp        | Pres        | Reti        | Pres   | Reti   |        |
| --------------------- | --------------------- | --------------------- | ---------- | ---------- | --------------- | --------------- | --------------- | ------------------ | ------------------ | ------------------ | ----------- | ----------- | ----------- | ------ | ------ | ------ |
| 2012-2013             | Badalona              | SDB                   | 7          | 1          | CR              | 0               | 0               |                    | -                  | -                  |             | -           | -           | 7      | 1      |        |
| 2013-2014             | L'Hospitalet          | SDB                   | 8          | 0          | CR              | 1               | 0               |                    | -                  | -                  |             | -           | -           | 9      | 0      |        |
| 2014-2015             | Ajaccio 2             | CFA2                  | 11         | 0          |                 | -               | -               |                    | -                  | -                  |             | -           | -           | 11     | 0      |        |
| 2014-2015             | Ajaccio               | L2                    | 16         | 0          | CF+CdL          | 1+2             | 0               |                    | -                  | -                  |             | -           | -           | 19     | 0      |        |
| 2015                  | Sporting K.C.         | MLS                   | 8          | 0          | USCup           | 1               | 0               |                    | -                  | -                  |             | -           | -           | 9      | 0      |        |
| 2016                  | Sporting K.C.         | MLS                   | 6          | 0          | USCup           | 0               | 0               |                    | -                  | -                  |             | -           | -           | 6      | 0      |        |
| Totale Sporting K. C. | Totale Sporting K. C. | Totale Sporting K. C. | 14         | 0          |                 | 1               | 0               |                    | -                  | -                  |             | -           | -           | 15     | 0      |        |
| 2016                  | Swope P.R.            | USL                   | 1          | 0          | USCup           | 0               | 0               |                    | -                  | -                  |             | -           | -           | 1      | 0      |        |
| 2017                  | Puerto Rico           | NASL                  | 28         | 3          | USCup           | 0               | 0               |                    | -                  | -                  |             | -           | -           | 28     | 3      |        |
| 2018-2019             | San Gallo             | ASL                   | 34         | 2          | CS              | 3               | 0               | UEL                | 2                  | 0                  |             | -           | -           | 39     | 2      |        |
| 2019-2020             | San Gallo             | ASL                   | 33         | 13         | CS              | 2               | 0               |                    | -                  | -                  |             | -           | -           | 35     | 13     |        |
| 2020-2021             | San Gallo             | ASL                   | 31         | 2          | CS              | 4               | 0               | UEL                | 1                  | 0                  |             | -           | -           | 36     | 2      |        |
| Totale San Gallo      | Totale San Gallo      | Totale San Gallo      | 98         | 17         |                 | 9               | 0               |                    | 3                  | 0                  |             | -           | -           | 110    | 17     |        |
| 2021-2022             | Basilea               | ASL                   | 8          | 0          | CS              | 1               | 0               | UECL               | 7                  | 0                  |             | -           | -           | 16     | 0      |        |
| Totale carriera       | Totale carriera       | Totale carriera       | 191        | 21         |                 | 15              | 0               |                    | 10                 | 0                  |             | -           | -           | 216    | 21     |        |